# 딜턴 도일리
딜턴 도일리(영어: Dilton Doiley)는 아치 코믹스에서 출판하는 아치 시리즈의 등장인물이다. 아치와 친구들이 다니는 리버데일 고등학교 학생이며, 후에 셰릴 블러섬과 결혼한다.